# Iglesia de San Ignacio (Empedrado)
La iglesia de San Ignacio es un templo católico ubicado en la localidad de Empedrado, Región del Maule, Chile. Construida entre los años 1884 y 1886, fue declarada monumento nacional de Chile, en la categoría de monumento histórico, mediante el Decreto Exento n.º 2659, del 28 de agosto de 2008.

## Historia
Fue construida entre los años 1884 y 1886, y el poblado de Empedrado comenzó a crecer alrededor del centro religioso. El terremoto de 2010 dañó los muros y desplomó parte de la casa parroquial, por lo que tuvo que ser reconstruida.

## Descripción
Construida con muros de adobe y cubierta de teja de arcilla, se encuentra adosada a la casa parroquial, con la cual conforma un patio interior. Cuenta con tres naves, una central y dos laterales, separadas por una corrida de pilares.